# 生田蝶介
生田 蝶介（いくた ちょうすけ、1889年5月26日 - 1976年5月3日）は、日本の歌人、小説家。本名・調介。雑誌に初めて短歌欄を設けた人物である。

## 略歴
山口県豊浦郡長府町（現在の下関市）の田嶋家に生まれる。13歳で京都の叔父の養子となり、生田姓となる。早稲田大学英文科に入学。
1909年、博文館の社員となり、『講談雑誌』を出版した。この雑誌は、日本で初めて雑誌に短歌欄を設けたものだった。1916年、歌集『長旅』を刊行。
1924年には歌誌『吾妹（わぎも）』を創刊する。『聖火燃ゆ』などの小説や批評も発表した。
1976年5月3日没。行年88歳。戒名は皐月院芙氿泉光蝶歌聖禅居士。墓所は青山霊園。
子の友也も歌人。

## 著書
- 廓模様 文永堂 1913
- 長旅 歌集 須原啓興社 1916
- 宝玉 歌集 金星堂 1919
- 歩み 創作集 博文館 1921
- 旅人 歌集 博文館 1923
- 作歌入門 立命館大学出版部 1928 （生田蝶介作歌参考叢書 第1編）
- 旅に歌う 紀行吟行 立命館大学出版部 1928 （生田蝶介作歌参考叢書 第2編）
- 聖火燃ゆ 福永書店 1928
- 短歌用語小辞典 立命館大学出版部 1929 （生田蝶介作歌参考叢書 ; 第3編）
- 短歌文法七十講 立命館大学出版部 1929 （生田蝶介作歌参考叢書 ; 第4編）
- 妖説天草丸 平凡社 1929
- 短歌の作り方と味ひ方 交蘭社 1930
- 昭代一万歌集 立命館大学出版部 1930 （生田蝶介作歌参考叢書）
- 百人一首の講義 立命館大学出版部 1930 （生田蝶介作歌参考叢書）
- 現代大衆文学全集 続 第17巻 生田蝶介 平凡社 1931
- 日本和歌史 作歌参考叢書 第7編 立命館出版部 1932
- 作歌入門 立命館出版部 1932
- 吾妹歌集 猟人荘出版部 1933
- 作歌の本義 立命館出版部 1934
- 洋玉蘭 歌集 猟人荘 1935 （吾妹叢書）
- 作歌用語新辞典 立命館出版部 1939
- 新作歌用語辞典 京都印書館 1947
- 白鳥座 歌集 長谷川書房 1959
- 白鳥座以後 歌集 長谷川書房 1984.5
- 生田蝶介全歌集 生田友也編 短歌新聞社 1990.11 （吾妹叢書）

## 復刊
- 聖火燃ゆ 未知谷 1996.5 （島原大秘録 1）
- 妖説天草丸 未知谷 1996.8 （島原大秘録 2）
- 原城天帝旗 未知谷 1996.11 （島原大秘録 3）